# Signs of the Swarm
Signs of the Swarm ist eine US-amerikanische Deathcore-Band aus Pittsburgh, Pennsylvania.

## Geschichte
Gegründet wurde Signs of the Swarm in Pittsburgh im Bundesstaat Pennsylvania durch Sänger CJ McCreery, den beiden Gitarristen Cory Smarsh and Jacob Toy, Bassist Collin Barker und Schlagzeuger Jimmy Pino.
Am 8. April 2016 erschien mit Senseless Order über Chugcore das Debütalbum des Quintetts. Nachdem Signs of the Swarm Ende des Jahres 2016 von Unique Leader Records unter Vertrag genommen wurden, kündigten die Musiker im September 2017 das zweite Studioalbum The Disfigurement of Existence für den 3. November 2017 an. Als Gastmusiker konnte Dickie Allen, der in den Bands Infant Annihilator und Abiotic spielt, gewonnen werden.
Im März des Jahres 2017 tourte die Gruppe gemeinsam mit So This Is Suffering im Rahmen der Alien vs. Pradatour durch neun Städte in den Vereinigten Staaten. Vom 1. bis 14. Oktober 2017 war die Band gemeinsam mit Falsifier im Rahmen der Super Slam Bros. Tour als Vorband von Face Your Maker zu sehen. Diese Tournee führte erneut durch die Vereinigten Staaten. Ende Juni des Jahres 2018 gab die Band die Trennung von ihrem Sänger CJ McCreery bekannt, welcher sich etwas später Lorna Shore als neuer Frontmann anschloss, nachdem deren Sänger Tom Barber Alex Koehler bei Chelsea Grin ersetzte. Als neuer Frontsänger wurde Dave Simonich angekündigt.
Im Zuge der weltweit grassierenden COVID-19-Pandemie veröffentlichte die Band in den Jahren 2020 und 2021 mit Pernicious und The Collection zwei Stand-Alone-Singles. Auf letzterer sind Matt Honeycutt von Kublai Khan und Nick Arther von Molotov Solution als Gastsänger zu hören.
Im Juni 2021 kündigte die Band ihr vierte Studioalbum namens Absolvere an, das am 24. September veröffentlicht wurde. Als Gastmusiker sind Ben Duerr von Shadow of Intent sowie Despised-Icon-Sänger Alex Erian zu hören. Im August 2021 wurden Anschuldigungen wegen häuslicher Gewalt gegen Cory Smarsh bekannt. Eine ehemalige Freundin Smarsh bezichtige diesen auf Facebook, sie über einen längeren Zeitraum körperlich verletzt zu haben. Kurz darauf schrieb eine weitere Frau, dass Smarsh eine sexuelle Beziehung zu ihr aufgebaut habe als diese noch minderjährig war. Am darauffolgenden Tag veröffentlichte die Gruppe ein Statement, dass Smarsh mit sofortiger Wirkung nicht mehr Mitglied bei Signs of the Swarm sei. Auch gegen den Bassisten Jacob Toy wurden Anschuldigungen wegen sexueller Belästigungen erhoben, woraufhin auch dieser aus der Gruppe geworfen wurde, wobei in dem Statement der Gruppe nicht direkt darauf Bezug genommen wurde.
Im September 2021 startete die Gruppe eine Konzertreise durch die Vereinigten Staaten um ihr viertes Album zu bewerben. Zudem sind Tourneen als Vorgruppe für Born of Osiris und Shadow of Intent Ende 2021 sowie mit Fit for an Autopsy, Ingested und Enterprise Earth Anfang 2022 geplant.
Im August des Jahres 2022 gab die Gruppe bekannt, einen Plattenvertrag bei Century Media unterzeichnet zu haben. Zudem wurde Bassist Michael Cassese, welcher im Vorjahr zunächst als Live-Musiker bei Signs of the Swarm spielte, fester Bestandteil der Band, die kurz nach dieser Ankündigung gemeinsam mit Vulvodynia eine Nordamerika-Konzertreise als Vorband für Upon a Burning Body absolvierte.
Die Gruppe bezog zwischenzeitlich das Studio, um an ihrem fünften Studioalbum zu arbeiten. Dieses wurde von Josh Schroeder produziert und enthält musikalische Gastauftritte von Joshua Travis von Emmure, Cameron Losch von Born of Osiris und Matt Heafy von Trivium. Das Album, welches den Titel Amongst the Low & Empty trägt, wurde für den 28. Juli 2023 angekündigt. Im April 2023 wurde Gitarrist Jeff Russo durch Carl Schulz ersetzt.

## Diskografie
Studioalben
- 2016: Senseless Order (Chugcore)
- 2017: The Disfigurement of Existence (Unique Leader Records)
- 2019: Vital Deprivation (Unique Leader Records)
- 2021: Absolvere (Unique Leader Records)
- 2023: Amongst the Low & Empty (Century Media Records)
- 2025: To Rid Myself of Truth (Century Media Records)